# 1495 Helsinki
1495 Helsinki eller 1938 SW är en asteroid upptäckt 21 september 1938 av den finske astronomen Yrjö Väisälä vid Storheikkilä observatorium. Asteroiden har fått sitt namn efter det finska namnet på den finska huvudstaden Helsingfors.
Den tillhör asteroidgruppen Eunomia.